# Burghausen-Schala

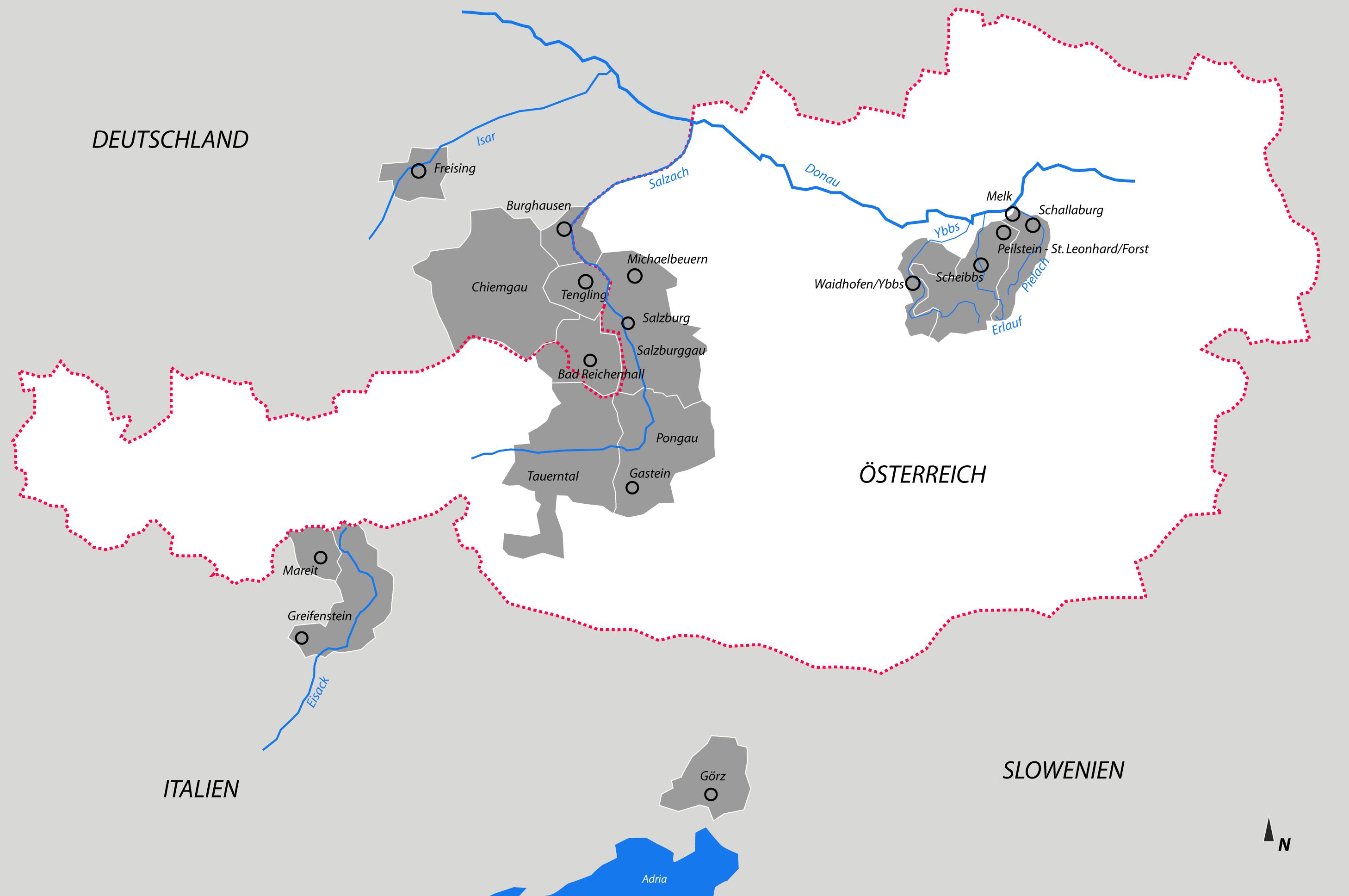
Besitzungen der Grafen von Peilstein und Burghausen-Schala Ende des 12. Jhdts.

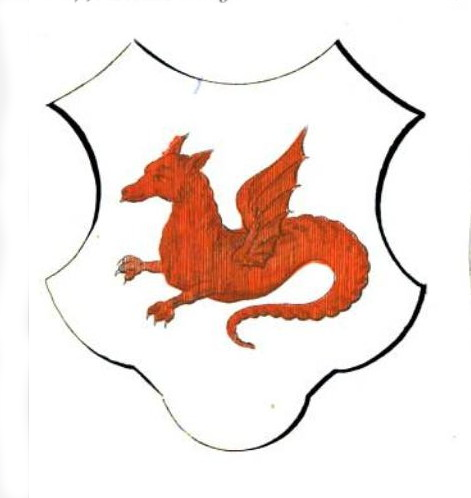
Wappen der Grafen von Burghausen

Das Geschlecht der Grafen  von Burghausen-Schala ist eine Nebenlinie des Geschlechts der Sieghardinger und leitet sich von Graf Friedrich I. von Tengling ab. Seine Söhne Sieghart I. und Friedrich II. gründeten die Linien Burghausen-Schala und Peilstein. Sein Sohn Heinrich I. war Bischof von Freising.
1168 sollen die Grafen von Burghausen ausgestorben sein, in Wahrheit wurden sie um diese Zeit aber wohl nur aus ihrem Besitz verdrängt. Vermutlich in Zusammenhang mit seinem Kampf um die Kontrolle des Salzhandels in seinem Herzogtum Bayern hatte Heinrich der Welfe  die Grafschaft Burghausen eingezogen, obwohl noch Abkömmlinge der Familie Burghausen-Schala am Leben waren.
Bereits 1191/92 waren die Grafen von Schala der österreichischen Linie ausgestorben.

## Stammliste der Grafschaft Burghausen-Schala
1. Friedrich I. von Pongau, * um 1030, † 17. Juli 1071, Graf von Tengling, Graf im Salzburggau, ⚭ Mathilde von Vohburg, † 30. September ?, Tochter von Graf Dietpold I.
  1. Sieghard I. (IX.), † 5. Februar 1104 in Regensburg (ermordet), Graf von Tengling, Graf von Burghausen-Schala, Graf von Pongau und Chiemgau, 1. Vogt von Michaelbeuern, ⚭ Ida von Süpplingenburg, † 3. März 1138, Tochter von Graf Gebhard
    1. Sieghard X., † 19. Juni 1142, Graf von Schala und Burghausen, 1108 ⚭ Sophia von Österreich, † 2. Mai 1154, Tochter von Markgraf Liutpolt II., Witwe von Heinrich, Herzog von Kärnten
      1. Heinrich III. (II.), † 22. Juli 1191, Graf von Schala
      2. Sieghard XI., † 27. Oktober 1192, Graf von Burghausen-Schala → Adelsgeschlecht angeblich ausgestorben, nach andern Angaben um diese Zeit nach Italien emigriert und dort unter dem Namen „della Scala“ in Verona fortgeblüht

    2. Gebhard I., † 4. Dezember 1163, Graf im Pongau, Graf von Burghausen, ⚭ Sophia von Wettin, Tochter von Konrad I. von Meißen
      1. Gebhard II., † 1. Mai 1168, Graf von Burghausen
      2. Ida, † 25. Jänner nach 1210, ⚭ Liutpold, Graf von Plain-Hardegg († 1193)

    3. Heinrich II. (I.), † 30. Januar 1127, Graf von Burghausen

  2. Heinrich (I.), † 9. Oktober 1137, Bischof von Freising
  3. Friedrich II., * um 1065, † 23. Juli 1120, Graf von Tengling, Dompropst zu Salzburg, ⚭ Mathilde von Lechsgemünd, † 19. Oktober ?, Tochter von Graf Kuno

## Wappen
Das Wappen der Grafen zeigte im silbernen Schild einen roten, gehörnten und geflügelten Drachen.